# Скосарь одиночный
Скосарь одиночный (лат. Otiorhynchus sulcatus) — вид долгоносиков-скосарей из подсемейства Entiminae.

## Описание
Жук длиной 8-10,5 мм. Тело окрашено в чёрный или смоляно-бурый цвет. Верхняя часть тела с грушами волосовидных или очень узких, ланцетных чешуйках, не очень густые, золотые пятнышки, промежутки между которыми с негустыми прижатыми волосками, в грубой зернистой скульптуре, на большинстве промежутков не образующей рядов.

## Экология

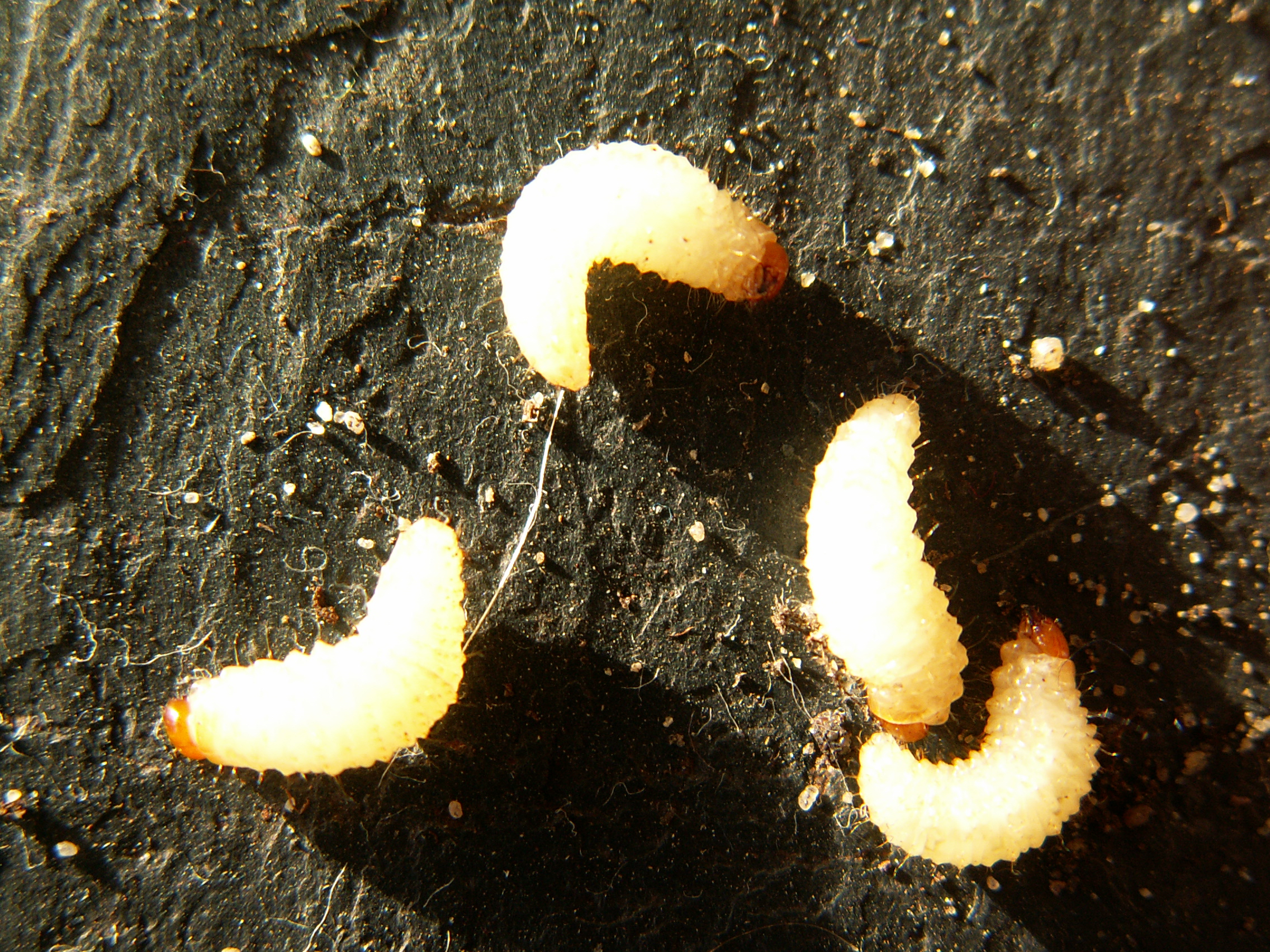
Личинки

Вредит следующим растениям: аризема (Arisaema), астра (Aster), астильба (аstilbe), камелия (Camellia), эхинацея (Echinacea), эпимедиум (Epimedium), бересклет (Euonymus), Heuchera, хоста (Hosta), кальмия (Kalmia), лилия (Lilium), флокс (Phlox), рододендрон (Rhododendron), очиток (Sedum), сирень (Syringa), тис (Taxus), тсуга (Tsuga) и глициния (Wisteria).